# Малков, Андрей Витальевич
Андре́й Вита́льевич Ма́лков (род. 29 апреля 1973, Кирово-Чепецк, Кировская область) — российский хоккеист, вратарь.

## Биография
Родился 29 апреля 1973 года в Кирово-Чепецке. Воспитанник ДЮСШ местного хоккейного клуба «Олимпия» (первый тренер — Г. А. Пойлов), в котором и начал свою игровую карьеру.
В 1997 году перешёл в новосибирскую «Сибирь», а в 1999 году — в клуб суперлиги «Динамо-Энергия» Екатеринбург.
В 2001—2003 годах выступал за ярославский «Локомотив», был вторым вратарём команды (основным являлся Егор Подомацкий) и дважды становился чемпионом (сезоны 2001/2002 и 2002/2003) России.
В последующем защищал ворота многих команд высшего и второго дивизионов России — магнитогорского «Металлурга» (в составе которого в 2005 году выиграл Кубок Шпенглера), чеховского «Витязя», череповецкой «Северстали», хабаровского «Амура», московского «Динамо», тюменского «Газовика», пермского «Молота-Прикамье». Закончил игровую карьеру в клубе Белорусской экстралиги «Химик-СКА» (Новополоцк).
С 2012 года тренер вратарей выступающего в МХЛ ярославского клуба «Локо» и юниорской сборной России (U18).

## Достижения
- Чемпион России 2001/2002.
- Чемпион России 2002/2003
- Серебряный призёр Континентального кубка 2002/2003[англ.].
- Обладатель Кубка Шпенглера 2005